# مديرية مسورة

تعديل مصدري - تعديل

مديرية مسورة هي أصغر مديريات محافظة البيضاء في اليمن. بلغ عدد سكانها 7038 نسمة عام 2004.